# John Drange Olsen
John Drange Olsen (23 tháng 7 năm 1893 – 10 tháng 2 năm 1954), là nhà truyền giáo thuộc Hội Truyền giáo Phúc âm Liên hiệp, Đốc học Trường Kinh Thánh Đà Nẵng, thành viên nhóm dịch thuật bản Kinh Thánh Tiếng Việt 1926, và nhà biên soạn quyển Thần đạo học.

## Thiếu thời
John Drange Olsen chào đời ngày 23 tháng 7 năm 1893, tại Đảo Tusnes gần Bergen, Na Uy, được trưởng dưỡng trong đức tin Cơ Đốc. Thân phụ ông là một truyền đạo tình nguyện và thân mẫu là một người chuyên tâm trong sự cầu nguyện.
Đến năm 16 tuổi, John sang Mỹ để sống với các anh chị. Tại đây cậu mắc bệnh lao. Trong một lần đi ngang qua Nhà thờ Gospel Tabernacle ở New York do A. B. Simpson quản nhiệm, John quyết định bước vào tham dự lễ thờ phượng và nghe Paul Rader giảng luận về quyền năng chữa bệnh của Thiên Chúa trong danh Chúa Giê-xu. Được nhiều khích lệ, từ đó John chuyên chú khẩn nguyện, và sức khỏe của cậu được cải thiện. Sau khi nhận biết ơn gọi cho công cuộc truyền giáo, John theo học tại Học viện Huấn luyện Truyền giáo tại Nyack, New York.

## Mục vụ
Tốt nghiệp năm 1916, Olsen được bổ nhiệm về Nhà thờ Hazel Park, St Paul. Tại đây ông có cơ hội gặp gỡ Edith Frost, về sau là vợ của ông.
Năm 1917, Olsen được Hội Truyền giáo Phúc âm Liên hiệp cử đến Đông Dương, nhưng do chiến tranh ông phải ở lại Trung Hoa trong một năm, trong thời gian này ông học tiếng Quảng Đông.

### Truyền giáo
Tháng 11 năm 1918, ông đến Tourane (nay là Đà Nẵng). Cùng Irving Stebbins, Olsen vào phía Nam để thành lập cơ sở truyền giáo đầu tiên ở Sài Gòn. Tại đây, Olsen chuyên chú học tiếng Việt và tích cực hoạt động truyền bá phúc âm, mở các nhà nguyện và các chi nhánh. Ông cũng góp sức thành lập một nhà thờ dành cho người Hoa ở Chợ Lớn.
Năm 1925, Olsen về Đà Nẵng để đảm nhận chức Đốc học Trường Kinh Thánh Đà Nẵng, và tiếp tục chức trách này cho đến năm 1952. Trong giai đoạn xảy ra Thế chiến thứ hai, khi quân đội Nhật chiếm đóng từ giữa năm 1941, các nhà truyền giáo bị đặt dưới sự kiểm soát của người Nhật năm 1942, nhiệm vụ lãnh đạo nhà trường được giao cho Mục sư Ông Văn Huyên. Trong thời gian bị quản thúc ở Mỹ Tho từ tháng 4 năm 1943 cho đến năm 1945 khi quân đội Nhật đầu hàng, Olsen hiệu đính quyển Thần đạo học.
Năm 1932, Olsen kết hôn với Edith Frost. Trước khi kết hôn, Edith Frost đã tham gia công cuộc truyền giáo tại Việt Nam trong cương vị một giáo viên tại Trường Kinh Thánh Đà Nẵng. Năm 1923, bà tổ chức và phụ trách lớp Kinh Thánh đầu tiên dành cho nữ học viên trong trường.

### Dịch thuật Kinh Thánh
Olsen là thành viên trong nhóm dịch thuật bản Kinh Thánh Tiếng Việt 1926, với sự cộng tác của dịch giả Trần Văn Dõng, ông chịu trách nhiệm dịch một phần Kinh Thánh Tân Ước. Ông dịch và hiệu đính quyển Thiên lộ Lịch trình của John Bunyan, cũng như biên soạn Kinh tiết Sách dẫn, Sử ký Hội thánh, Điều lệ Hội thánh, và bộ Thần đạo học được chọn làm sách giáo khoa cho chương trình giảng dạy tại Trường Kinh Thánh và Thánh Kinh Thần học viện trong nhiều năm.
Ngoài ra, ông cũng viết khá nhiều sách luận giải Kinh Thánh. Olsen lãnh đạo ủy ban sưu tầm, phiên dịch, và nhuận chánh tuyển tập Thánh ca, xuất bản vào tháng 12 năm 1950.
Đến năm 1948, Olsen cùng Ông Văn Huyên lãnh đạo một nhóm học giả nhuận chánh phần Tân Ước của bản dịch Kinh Thánh Tiếng Việt 1926.
Năm 1953, Olsen được bầu vào chức vụ Hội trưởng Hội Truyền giáo Phúc âm Liên hiệp tại Việt Nam.
Ngày 9 tháng 2 năm 1954, Mục sư J. D. Olsen qua đời sau một tai nạn giao thông tại Sài Gòn, kết thúc 35 năm tận tụy trong mục vụ truyền giáo tại Việt Nam. Lễ an táng được cử hành tại Nhà thờ Tin Lành Sài Gòn ngày 10 tháng 2 năm 1954.